# Anno 2070
Anno 2070 este un joc video de strategie și management de oraș, dezvoltat de Related Designs în colaborare cu Blue Byte și publicat de Ubisoft. Lansat în noiembrie 2011, acest joc reprezintă o schimbare semnificativă față de titlurile anterioare din seria Anno, plasând acțiunea într-un viitor distopic, marcat de schimbările climatice și inovațiile tehnologice. Anno 2070 combină elemente de construcție a orașului, gestionare a resurselor și strategii în timp real, oferind o experiență profundă și captivantă.

## Poveste și context
Anno 2070 este plasat într-un viitor nu foarte îndepărtat, unde schimbările climatice au dus la creșterea nivelului mării, inundând orașe și forțând omenirea să se adapteze la noile condiții. Jocul explorează conflictul dintre două facțiuni principale: Ecos și Tycoons, fiecare cu propriile filozofii și abordări față de mediu și tehnologie.
- Ecos: Această facțiune pune accent pe sustenabilitate și protecția mediului. Orașele construite de Ecos sunt ecologice, folosind tehnologii verzi și resurse regenerabile.
- Tycoons: Reprezentând abordarea industrialistă, Tycoons se concentrează pe exploatarea resurselor și dezvoltarea rapidă, deseori neglijând impactul asupra mediului înconjurător.

Pe lângă aceste două facțiuni principale, există și Techs, o sub-facțiune care se concentrează pe cercetare și inovații tehnologice, jucând un rol esențial în avansarea științifică a societății.

## Gameplay
Anno 2070 îmbină elemente de strategie în timp real cu gestionarea resurselor și construcția de orașe. Jucătorii trebuie să construiască și să gestioneze așezări, să extragă și să proceseze resurse, să cerceteze tehnologii noi și să navigheze relațiile diplomatice cu alte facțiuni și jucători.

### Caracteristici principale
- Construcția și managementul orașului: Jucătorii trebuie să planifice și să construiască orașe funcționale, asigurând necesitățile locuitorilor, cum ar fi hrană, apă, energie și distracții.
- Gestionarea resurselor: Extragerea și procesarea resurselor este esențială pentru supraviețuirea și prosperitatea orașului. Resursele includ minerale, alimente, energie și materiale de construcție.
- Cercetare și inovație: Jucătorii pot cerceta noi tehnologii care oferă beneficii variate, de la eficiență sporită la noi tipuri de clădiri și unități.
- Diplomație și comerț: Interacțiunea cu alte facțiuni și jucători este esențială. Jucătorii pot forma alianțe, încheia tratate comerciale sau declara război.
- Dezastre naturale și provocări climatice: Jocul include evenimente dinamice precum inundații, cutremure și alte dezastre naturale care pot afecta dramatic orașele și economia.

## Modul de joc
Anno 2070 oferă mai multe moduri de joc pentru a satisface diferite stiluri și preferințe ale jucătorilor:
- Campania: Oferă o poveste structurată care introduce jucătorii în mecanicile jocului și în conflictul dintre facțiuni.
- Modul continuu: Permite jucătorilor să construiască și să gestioneze orașe fără restricțiile unei povești, concentrându-se pe atingerea obiectivelor pe termen lung.
- Scenarii: Oferă provocări specifice cu obiective clare și condiții de victorie variate.
- Multiplayer: Jucătorii pot concura sau colabora cu alți jucători online, adăugând o dimensiune competitivă și socială experienței de joc.

## Expansiuni și DLC-uri
Anno 2070 a beneficiat de mai multe expansiuni și pachete DLC care au extins și îmbunătățit jocul original:
- Deep Ocean: Aceasta este principala expansiune a jocului, lansată în 2012. Ea introduce o nouă sub-facțiune a Techs, numită Genius, și permite explorarea și exploatarea fundului oceanic. Expansiunea adaugă, de asemenea, noi resurse, clădiri și tehnologii.
- Pachete DLC: Diferite pachete de conținut descărcabil au adăugat noi misiuni, clădiri, ornamente și opțiuni de personalizare.

## Receptarea critică
Anno 2070 a fost bine primit de critici, fiind lăudat pentru grafica sa impresionantă, gameplay-ul complex și inovator, precum și pentru tema sa ecologică relevantă. Jocul a fost apreciat pentru modul în care a reușit să îmbine construcția de orașe cu elementele de strategie și gestionare a resurselor, oferind o experiență profundă și captivantă.

## Impact și influență
Anno 2070 a avut un impact semnificativ asupra genului de strategie și management de oraș, influențând jocuri ulterioare și consolidând reputația seriei Anno. Abordarea sa asupra temelor ecologice și tehnologice a oferit o perspectivă unică și a ridicat standardele pentru jocurile de strategie viitoare.

## Moștenire
Anno 2070 rămâne un titlu important în seria Anno și un reper în genul său. Cu o poveste captivantă, gameplay complex și inovator, și o atenție deosebită la detalii, jocul oferă o experiență de neuitat pentru fanii strategiei și managementului de oraș. Expansiunile și pachetele DLC au extins și îmbunătățit jocul, asigurându-i longevitatea și relevanța în industria jocurilor video.